# Stele di Xanthos

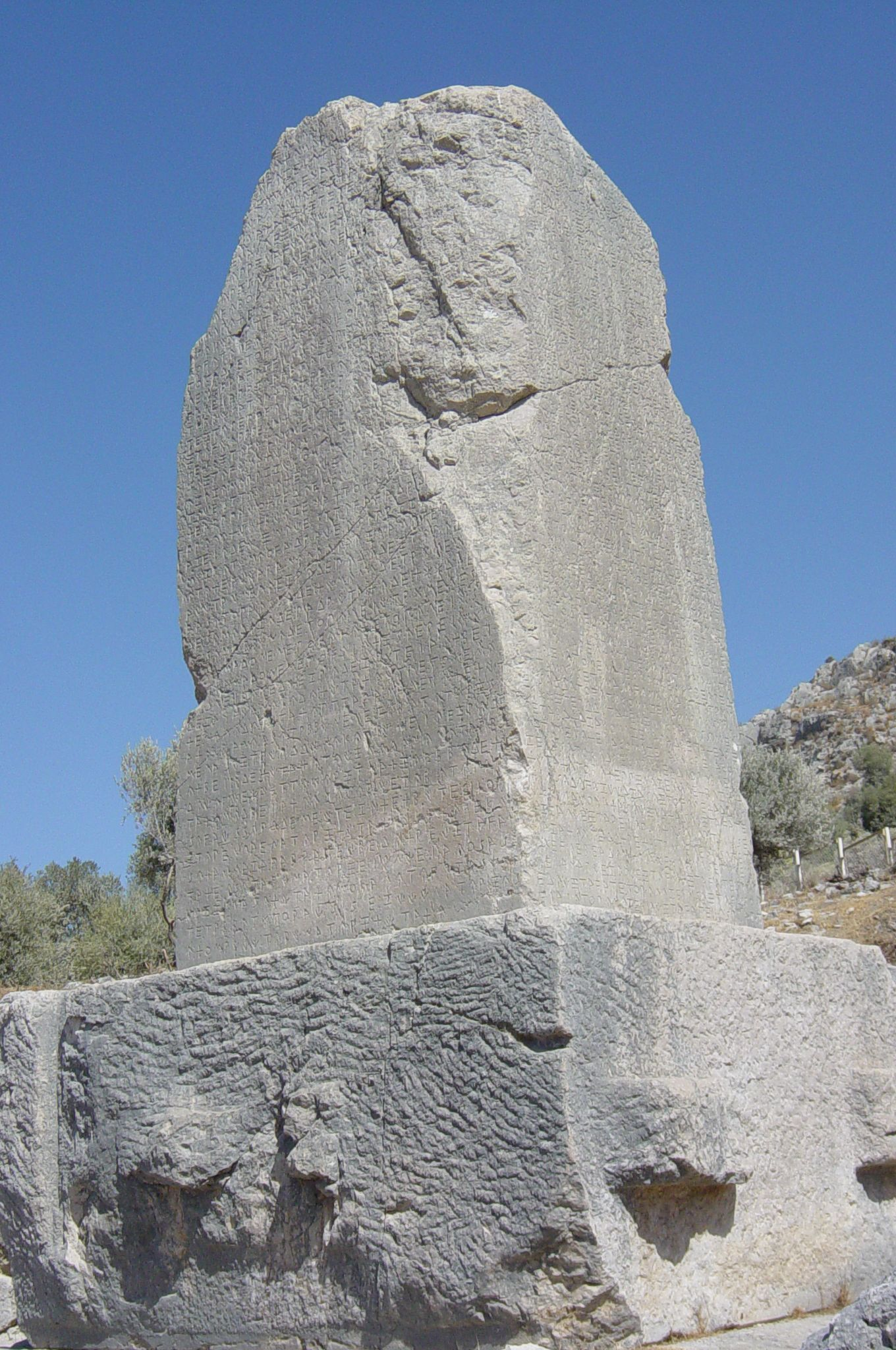
Visuale della stele posta sulla tomba.

La stele di Xanto è uno dei più importanti reperti archeologici presenti nel sito archeologico di Xanto.
Si tratta di un elemento architettonico sovrastante un sepolcro, collocabile intorno al V secolo a.C. La stele reca un'iscrizione bilingue, in licio e greco antico, ricoprente tutte e quattro le sue facce. Le attuali conoscenze della lingua licia derivano in gran parte da queste iscrizioni.